# Ichneumon melanurus
Ichneumon melanurus là một loài tò vò trong họ Ichneumonidae.